# Mariel Soria
Mariel Soria   (San Salvador de Jujuy, 1946) és una dibuixant, historietista i dissenyadora de vestuari teatral argentina/catalana.
Es forma al costat d’Alberto Breccia i Hugo Pratt, aleshores directors de la reconeguda “Escuela Panamericana de Arte”. I molt aviat comença a treballar a “Producciones García Ferré”, de Buenos Aires on amb el seu equip col·labora en la realització de dos llargmetratges i una sèrie de dibuixos animats. Simultàniament col·labora en revistes infantils com Anteojito o Billiken
El 1975, degut a la situació política del seu país, Argentina, decideix traslladar-se a Barcelona, Catalunya, entrant a col·laborar amb Editorial Bruguera, Cavall Fort, Editorial Joventut i la Galera. Fa tàndem amb el novel·lista i guionista Andreu Martín, creant les sèries: Doctor Delclós, i Bruc2,  per a la revista "Sal Común", i Sam Balluga i Contactos per la revista El Jueves on va col·laborar fins al 1984.
També el 1975, i juntament amb d’altres professionals del mon del còmic i la il·lustració, funden el “Colectivo de la Historieta”, que publicarà la revista Trocha/Troya.
Les seves sèries, totes elles catalogables com a obres d’autor, es caracteritzen per l’ús d’una fina ironia i sentit crític. Els seus treballs han estat publicats en quasi totes les revistes d’historieta espanyoles: El Víbora, Totem, Zona 84, Creepy, Madriz, Metropolis, Cimoc, Cul de Sac, El Jueves...; en les franceses: Pilote i Virus; i en la italiana Alter Linus. La crítica la situa en la primera línia de dibuixants actuals.
A partir de 1983 el seu personatge més rellevant, la Mamen, creat juntament amb l’actor Manel Barceló per la revista El Jueves, va tenir la seva pròpia sèrie fins al 2012. El personatge diferia de la resta d’obres del moment perquè era una dona jove, independent i sexualment desinhibida. Fruit també de la col·laboració amb Manel Barceló són les 37 tires pel diari El Periódico de Catalunya titulades Night & Day i Quel·lo, així com Federica per La Vanguardia i En tres Actes per la revista Entreactes.
Debuta com a dissenyadora de vestuari teatral el 1988 amb l'obra All Singing, all dancing al Teatre Grec de Barcelona. Destaca el 1993 amb La Guàrdia Blanca al Teatre Romea, i el 2000 amb l’obra Shylock al Teatre Màlic. A partir d’aquest moment comença una sèrie de col·laboracions al TNC entre les que destaquen: Fairy (2007) i Ball de Titelles (2012) ambdues nominades als premis Butaca, i La dama de Reus (2008), El casament d'en Terregada (2019), entre moltes altres.
El 2020 la Direcció General de Patrimoni Cultural de la Generalitat de Catalunya compra dos dibuixos originals de Python Trip de l'arxiu de l'autora i el 2021 el MNAC (Museu Nacional d'Art de Catalunya) accepta una donació de sis originals de dibuixos a l'aquarel·la i tinta xina del personatge de la Mamen.

## Àlbums publicats
- Mamen. Col·lecció Luxury Gold, RBA. Barcelona. 2008, amb guions de Manel Barceló. (castellà)
- Mamen. Col·lecció Pendones del humor, Ediciones El Jueves. Números 4, 10, 15, 21, 29, 50, 61, 68, 80, 98, 109, 127. Barcelona. Anys 1983-1996, amb guions de Manel Barceló. (castellà)
- Python Trip. Col·lecció Papel Vivo, Ediciones de la Torre. Madrid. 1981, amb guions d'Andreu Martín. (castellà)[22] Mariel Soria, a l'exposició "Els 53 primers", desembre 2018

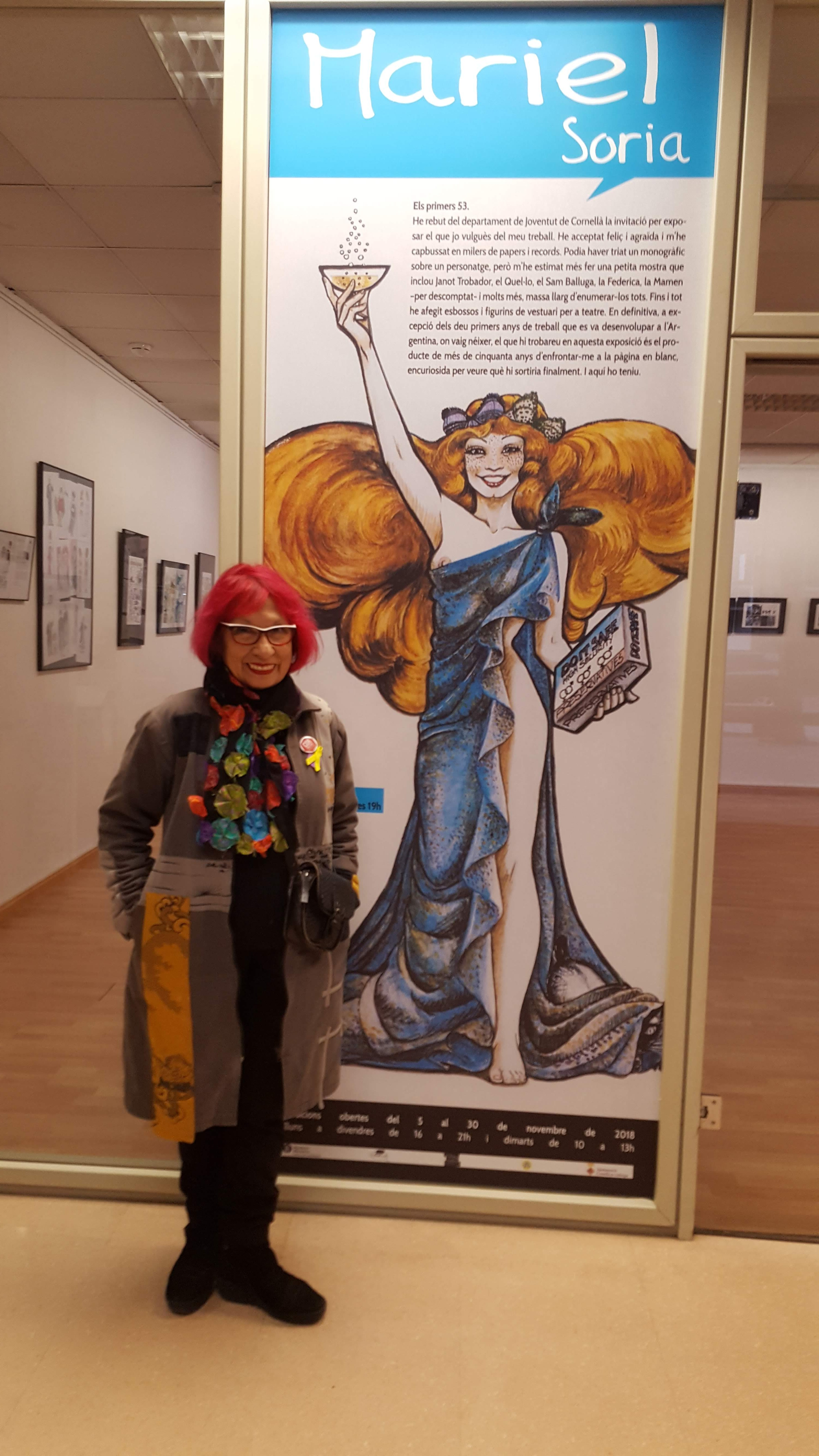
Mariel Soria, a l'exposició "Els 53 primers", desembre 2018

## Premis
- 18 Certamen Internacional de Cine para la Infancia y la Juventud, de Gijón (1980)[23]
- Premio Dibujo historieta de humor Diario de Avisos (1988) (2015)[24]
- Jurat en el Premio Nacional del Cómic, a proposta de la Federación de Asociaciones de Ilustradores Profesionales (2008)[25]
- Jurat dels premis del 34è Concurs de Còmics de l’ajuntament de Cornellà (2018)[26]
- 23è Premi Ivà (2016)[27][28][29]
- Premi Honorífic del Colectivo de Autoras de Cómic, al Saló del Còmic de Barcelona (2024)[30]